# Скоропадская, Елизавета Павловна
Елизавета Павловна Скоропадская после замужества Кужим (27 ноября 1899, Санкт-Петербург — 16 февраля 1976, Оберстдорф, Бавария) — украинский политический деятель в эмиграции, руководитель гетманского движения и Союза гетманцев-державников (1959—1976), скульптор. Дочь гетмана Павла Скоропадского.

## Биография
Елизавета родилась в казачьей семье Павла и Александры Скоропадских в Санкт-Петербурге. Дочь назвали Елизаветой в честь тетки отца Елизаветы Милорадович . В детстве неоднократно находилась с семьей в имениях Скоропадских на Черниговщине и Полтавщине.
Обнаружив одаренность к изящным искусствам в детстве, училась в Санкт-Петербурге в студии Марии Диллон — первой в России женщины-скульптора с академическим образованием. В дальнейшем занималась творчеством и совершенствованием скульптурного мастерства в Берлинской академии искусств и во Флоренции, у итальянского скульптора Либеро Андреотти. В 1920—1930-х годах выполняет ряд заказов на изготовление скульптурных портретов и композиций в Германии, Голландии, Финляндии. Большинство произведений погибло во время Второй мировой войны.
С 1918 года вместе с семьей Скоропадская находилась в эмиграции, а именно в 1919—1921 годы (Лозанна , Швейцария), 1921—1945 годы (Берлин, Германия), 1945—1976 годы (Оберстдорф, Германия). С 1930-х годов активно участвовала в Гетманском движении, выполняя функции секретаря гетмана Павла Скоропадского. В 1930-х годах была членом Комитета помощи голодающей Украине. Во время Великой Отечественной войны занималась помощью украинцам, находившемся на принудительных работах в Германии.
В 1949 году вышла замуж за Василия Кужима — украинского дипломата, одного из руководителей Союза гетманцев-державников. С 1959 года, после смерти старшей сестры Марии Скоропадской, возглавила Гетманское движение как старшая в роде Скоропадских в соответствии с написанным Павлом Скоропадским документом. В период руководства Гетманским движением Елизаветой Скоропадской в 1963 году в Филадельфии (США) был создан Восточно-европейский исследовательский институт им. Вячеслава Липинского (основатель и первый директор Евгений Зибликевич).
Автор воспоминаний о последних днях гетмана Павла Скоропадского (в журнале «Державна думка», чч. 6 — 8, 1952).

## Семья
- отец — Павел Скоропадский, гетман Украины (1918)
- мать — Александра Дурново, дочь генерал-лейтенанта Петра Дурново и его жены Марии, урождённой княгини Кочубей
- сестра — Мария Скоропадская (1898 — 1959, по мужу графиня Монтрезор)
- брат — Петр Скоропадский (1900 — 1956)
- брат — Даниил Скоропадский (1906 — 1957)
- брат — Павел Скоропадский (1915 — 1918), умер во младенчестве от болезни.
- сестра — Елена Скоропадская (1919 — 2014, по мужу Отт)
- супруг — Кужим Василий Николаевич (1884 — 1958, вице-консул Украины в Баку (1920—1921).